# Hrabstwo Butts

Piramida wieku hrabstwa

Hrabstwo Butts (ang. Butts County) – hrabstwo w stanie Georgia w Stanach Zjednoczonych. Jego siedzibą administracyjną jest Jackson. Jest częścią obszaru metropolitalnego Atlanty i leży na południowy–wschód od centrum Atlanty.
Park Stanowy Indian Springs bierze swoją nazwę od Indian Krik i jest najstarszym parkiem stanowym w Stanach Zjednoczonych. 

## Geografia
Według spisu z 2000 obszar całkowity hrabstwa obejmuje powierzchnię 190,01 mil2 (492,12 km²), z czego 186,61 mil2 (483,32 km²) stanowią lądy, a 3,40 mil2 (8,81 km²) stanowią wody. Według spisu w 2020 roku liczy 25,4 tys. mieszkańców, w tym 65,9% stanowiły osoby białe nielatynoskie, 28,2% to Afroamerykanie lub czarnoskórzy i 3,8% to Latynosi. 

### Miejscowości
- Flovilla
- Jackson
- Jenkinsburg

### Sąsiednie hrabstwa
- Hrabstwo Newton (północ)
- Hrabstwo Jasper (wschód)
- Hrabstwo Monroe (południe)
- Hrabstwo Lamar (południowy zachód)
- Hrabstwo Spalding (zachód)
- Hrabstwo Henry (północny zachód)

## Polityka
Hrabstwo jest silnie republikańskie, gdzie w wyborach prezydenckich w 2020 roku, 71,4% głosów otrzymał Donald Trump i 27,8% przypadło dla Joe Bidena.

## Religia
W 2020 roku największą grupę pod względem członkostwa stanowią protestanci, w tym głównie: baptyści (19,2%), metodyści (8%), ewangelikalni bezdenominacyjni (3,9%) i Zbory Boże (3,1%). Inne religie obejmowały: katolików (5,3%), mormonów (2,2%) i świadków Jehowy (1%).